# 皆川暢二
皆川 暢二（みながわ ようじ、1987年10月23日 - ）は、日本の俳優。神奈川県出身。株式会社アンカット所属。田中征爾（監督・脚本）、磯崎義知（俳優）の3名からなる映画製作チーム「OneGoose」のメンバーでもある。

## 人物
高校卒業後、体育教師を目指し大学、俳優の道を志す。小劇場を中心に活動していたが日本に居辛さを感じ、ワーキングホリデーを活用しカナダに一年滞在。滞在期限残り3ヶ月を切り、思いつきでカナダからアメリカ国内の自転車縦断挑戦。約7,000kmを経てゴールであるニューヨークに到着。帰国後、自身で映画制作をしたいという思いが強くなりOneGooseを発起。2018年映画『メランコリック』を主演兼プロデューサーという形で制作。
『カメラを止めるな!』の上田慎一郎監督の2022年公開映画『ポプラン』で主演を務める。
2020年11月1日、映画『メランコリック』で恋人役だった吉田芽吹と結婚。2021年4月には第1子が誕生している。これらの事実は2022年12月21日に双方のTwitterで明かされた。

## 出演

### 映画
- プールサイド・ストーリー（2011年）
- Night of Crisis（2016年）
- あゝ荒野（2017年）
- メランコリック（2019年） - 主演・鍋岡和彦 役　※プロデュースを担当
- 渋谷シャドウ（2020年） - ヨウジ 役
- シチュエーション ラヴ（2021年） - 純喜 役
- ポプラン（2022年） - 主演・田上晃 役
- 夏目アラタの結婚（2024年） - 被害者の男性 役

### テレビドラマ
- 神の舌を持つ男（2016年、TBS）
- 忠臣蔵の恋〜四十八人目の忠臣〜（2016年、NHK）

### 舞台
- NanaProduce番外公演『十年希望』（2012年）
- PU-PU-JUICE『田所千夏の大逆襲！』（2013年）
- RISUPRODUCEvol.15RISUPRODUCE×東京演者兄弟会提携公演『笑いの神様へ』（2014年）
- 赤い猫#3『マザーテレサ』（2015年）